# Moriondo Torinese
Moriondo Torinese (en idioma piamontés Moriond)  es una comuna de 763 habitantes de la provincia de Turín.

## Administración
- Alcalde:Giuseppe Grande
- Fecha de asunción:07/06/2009
- Partido:lista cívica
- Teléfono de la comuna:
- Email:

## Evolución demográfica
| Gráfica de evolución demográfica de Moriondo Torinese entre 1861 y 2001 |
|                                                                         |
| Fuente ISTAT - Gráfica elaborada por Wikipedia                          |